# Роксолана (роман)
«Роксолана» (укр. Роксолана) — исторический роман украинского писателя Павла Загребельного, впервые опубликованный в 1980 году. Рассказывает о наложнице османского султана Сулеймана Великолепного.

## Сюжет
Действие романа происходит в XVI веке. Главная героиня — Анастасия Лисовская, девушка из Западной Руси, захваченная в плен крымскими татарами и попавшая в гарем османского султана Сулеймана. Она рожает султану шестерых детей, постепенно обретает власть над ним и над собственной судьбой.

## Оценки
Роман был опубликован в 1980 году. Литературоведы отмечают, что в «Роксолане» Загребельный опирается на документальную базу, использует не только произведения украинского народного творчества, но и восточную классику.